# Changeling: The Lost
Changeling: The Lost (pol. Odmieniec: Zagubieni) jest piątą z kolei grą fabularną osadzoną w nowym Świecie Mroku. Została ona wydana przez wydawnictwo White Wolf 16 sierpnia 2007 roku. Pierwotnie miała to być druga, po Promethean: The Created zamknięta linia wydawnicza nowego Świata Mroku, ograniczająca się do podręcznika głównego i pięciu dodatków. W kwietniu 2008, pod wpływem ogromnej popularności i zdobycia przez Changelinga sześciu nagród ENnie wydawnictwo White Wolf zdecydowało jednak zrezygnować z tego ograniczenia.
Hasłem gry i jej motywem przewodnim jest "piękne szaleństwo", wielokrotnie przewijające się zarówno w fabule, jak i mechanice Changelinga. Pozostałe motywy to mn. ból straty, filozoficzne pytanie o tożsamość i słodko-gorzką naturę ludzkiego życia.
W grze gracze wcielają się w tytułowych Odmieńców – ludzi porwanych przez Elfy – Prawdziwych Fae do baśniowej krainy Arkadii, którym udało się uciec z powrotem do świata rzeczywistego. Ich ciała i dusze zostały jednak zniekształcone na wzór mitycznych stworzeń takich jak driady, gobliny, fauny, ogry, sylfy i inne. Pomimo tego uciekinierzy próbują odnaleźć swoje miejsce w szarej rzeczywistości jednocześnie ukrywając się przed żądnymi zemsty panami.

## Świat
Akcja Changelinga osadzona jest w Nowym Świecie Mroku – świecie podobnym do rzeczywistego, lecz utrzymanego w konwencji horroru – dużo bardziej mrocznego, wrogiego i pełnego przemocy. Ludzkość żyje w nim nieświadoma istnienia potworów i zjawisk nadnaturalnych, które występują obok niej.

## Książki z linii
- Changeling: The Lost (16 sierpnia 2007) (WW70000) (ISBN 978-1-58846-527-6) Podręcznik podstawowy.
  - Odmieniec: Zagubieni (planowana data wydania i ISBN nieznane) Polskie tłumaczenie podręcznika podstawowego.
- Autumn Nightmares (5 października 2007) (WW70300) (ISBN 978-1-58846-531-3) Księga przeciwników.
- Winter Masques (30 listopada 2007) (WW70200) (ISBN 978-1-58846-532-0) Księga pozorów i pokrewieństw.
- The Fear-Maker’s Promise (tylko elektroniczna) (Styczeń 2008) Gotowa przygoda.
- Rites of Spring (6 lutego 2008) (WW70201) (ISBN 978-1-58846-716-4) Księga kontraktów i magii.
- Lords of Summer (11 czerwca 2008) (WW70202) (ISBN 978-1-58846-715-7) Księga dworów i nadań.
- The Equinox Road (6 sierpnia 2008) (WW70203) (ISBN 978-1-58846-717-1) Księga dotycząca końca gry, powrotu do Arkadii i połączeń z innymi systemami Świata Mroku.
- The Rose-Bride's Plight (tylko elektroniczna) (październik 2008)
- Night Horrors: Grim Fears (6 października 2008) (ISBN 978-1-58846-743-0) Księga uniwersalnych przeciwników – Odmieńców i Prawdziwych Fae.
- Dancers in the Dusk (marzec 2009) (ISBN 978-1-58846-361-6)
- Swords at Dawn (24 czerwca 2009) (ISBN 978-1-58846-370-8)

### Strony oficjalne
- Strona wydawnictwa White Wolf o nowym Świecie Mroku

### Strony nieoficjalne
- Świat Mroku w serwisie Poltergeist
- Oneiros, była oficjalna, dziś fanowska strona Świata Mroku (wersja archiwalna)
- Fanowska strona Świata Mroku (wersja archiwalna)